# Пластины Хамадана
Пластины Хамадана — найденные в Экбатанах (нынешний Хамадан) две золотые пластины. Они были написаны на древнеперсидском языке. Одна — от лица Ариарамны (найдена в 1930 году), другая — от лица его сына Аршама (найдена в 1945 году). Это единственные имеющиеся на данный момент свидетельства, рассказывающие нам о царствовании Ариарамны и его сына Аршама.
Хранятся в Берлинском Музее Передней Азии.

## Тексты надписей
Ниже приведен текст таблицы, написанной от лица Ариарамны: 
Ариарамна, великий царь, царь царей, царь Парсы, сын царя Теиспа, внук Ахемена. Говорит царь Ариарамна: Эта страна Парса, которой я владею, полна хороших коней, хороших людей, великий бог Ахура-Мазда дал её мне. Милостью Ахура-Мазды, я царь этой страны. Царь Ариарамна говорит: помоги мне Ахура-Мазда.
В данном тексте впервые сообщается по-персидски имя высшего бога арийцев -Ахура-Мазды.

Текст таблицы, написанной от лица Аршама: 
Аршама, великий царь, царь царей, царь Персии, сын царя Ариарамна из Ахеменидов. Царь Аршама говорит: великий бог Ахура-Мазда, самый большой из богов, поставил меня царем. Он дал мне землю Парсы, с хорошими людьми, с хорошими лошадьми. По милостью Ахура-Мазды я держу эту землю. Может, Ахура-Мазда защитит меня и мой царский дом, и может он защитит эту землю, которую я держу.

## Достоверность
Сегодня данные табличек значительная часть исследователей считает подделкой, сделанной либо ещё в древнее время, либо в современное, потому что они были найдены на неконтролируемых раскопках.
Как показало их изучение, они имеют грамматические ошибки. А. Шапур Шахбази отмечал, что текст содержит по меньшей мере семь грамматических ошибок. Следовательно, таблицы не являются подлинными. Кроме того, об этом говорит и текст таблицы. В обеих таблицах Ариарамна и Аршама оба именуются как «великий царь и царь царей», но на основе имеющихся у науки знаний об этих правителях, они не могли использовать такие титулы.